# Dorian van Rijsselberghe
Dorian van Rijsselberghe (Den Burg, 24 novembre 1988) è un velista olandese.
Ha vinto la medaglia d'oro nella classe RS:X alle olimpiadi di Londra 2012, dominando la competizione e vincendo 7 delle 10 regate, arrivando secondo una volta e terzo due volte. Già dopo la nona regata, aveva infatti accumulato abbastanza punti da essere sicuro della vittoria, indipendentemente dai risultati della decima regata e della medal race. È inoltre stato il portabandiera dei Paesi Bassi nella cerimonia di apertura.